# Термінал Зувайтіна
Термінал Зувайтіна – спеціалізований порт на північному сході Лівії, через який здійснюється вивіз нафти. 
В 1968 році у Лівії почалась розробка гігантського нафтового родовища Інтісар, від якого проклали трубопровід до Середземного моря, на узбережжі якого спорудили експортний термінал Зувайтіна. Відвантаження нафти здійснюється з використанням завантажувальних буїв, винесених у море на 2,5 – 3 милі в район з глибинами від 21,9 до 30,5 метра. Всього облаштували п’ять буїв, з яких два відносились до традиційного багатошвартовочного типу, а три до типу SPM (Single point mooring), при цьому наразі один SPM виведений з експлуатації. Зазначена система може обслуговувати супертанкери дедвейтом до 270 тисяч тонн. 
Сполучення між береговим резервуарним парком та завантажувальними буями відбувається по трьом трубопроводам діаметром 1050 мм та одним з діаметром 1200 мм. Два 1050-мм трубопроводи забезпечують завантаження нафти зі швидкістю 32 – 36 тисяч барелів на годину, тоді як ще один використовується для перекачування naphtha (суміш легких вуглеводнів фракції С5+, що передусім використовується нафтохімічною промисловістю) та працює з продуктивністю 15 – 20 тисяч барелів на годину. 
На початку 1970-х менш ніж за десяток кілометрів на північний схід від нафтового терміналу запустили установку фракціонування Зувайтіна, для вивозу продукції створили нові портові потужності. Оскільки на цей раз мова йшла про обслуговування суден набагато менших, аніж супертанкери, облаштували винесений в море причал складної форми загальною довжиною майже 1,5 кілометра, куди швартуються газові танкери довжиною до 160 метрів та ємністю до 32 тис м3, що вивозять бутан та пропан. При сильних хвилях обслуговування газовозів може припинятись в той час, коли нафтові супертанкери все ще продовжують завантаження. Глибина біля причалу для газовозів становить 8,7 метра.
Резервуарний парк терміналу розрахований на зберігання 4,3 млн барелів нафти, 986 тисяч барелів naphtha, 136 тисяч барелів бутану та 86 тисяч барелів пропану.